# Sistotrema muscicola
Sistotrema é uma espécie de fungo pertence à família Hydnaceae.